# Agustín García Simón
Agustín García Simón, nacido en Montemayor (Valladolid), en 1953, es un historiador, periodista y escritor español.

## Trayectoria
Agustín García Simón hizo sus estudios superiores en Barcelona, pues estudió periodismo en la capital catalana y se formó como historiador. Luego, trabajó en Madrid, como periodista, y más tarde en Valladolid como editor institucional. Puso en marcha la unidad de publicaciones de la Junta de Castilla y León, a mediados de los ochenta, y es desde 1986 su director. Viene colaborando en distintos periódicos, El Norte de Castilla o El País, y dirigió la Feria del Libro de Valladolid.
García Simón ha logrado realizar decenas de proyectos editoriales (recibiendo por ello la Consejería, muy diversos premios de edición nacionales), como la Historia de una cultura (1995, 4 tomos), coordinados por él; Historia de la ciencia y de la técnica (2002, 4 tomos); la recuperación de la obra magna de García Mercadal, Viajeros extranjeros por España y Portugal (1999, 6 tomos). También ha sacado a luz documentos sobre Fray Luis de León, escritos de Juan Gil de Zamora —Historia Naturalis—, de José de Sigüenza, Cristóbal Suárez de Figueroa, Juan Sempere y Guarinos, Alexander von Humboldt, Marcel Bataillon, Jean Baruzi, Henri Lapeyre, Ramón Carande, Jean-Marc Pelorson, Luis Bello, Benzion Netanyahu, David Gitlitz, Rafael Serrano García, François Lopez, Adriano Prosperi y muchos otros más. Cuenta en su haber numerosas intervenciones y artículos sobre el mundo editor.
Paralelamente, como escritor independiente, elaboró libros de viajes (tema del que es especialista) entre 1985 y 1999, y uno de naturaleza histórica, como El ocaso del emperador (1995); esta reflexión sobre Carlos V le dio a conocer en el país: mereció el elogio de los especialistas, y fue traducido al italiano. 
Publicó una crónica-novela, sobre cierto correccional vallisoletano, Valcarlos (2004), por el que le fue concedido el Premio Miguel Delibes de narrativa, en 2005, destaca cercanamente por su libro de cuentos Cuando leas esta carta yo habré muerto (2009), que ofrece "una mirada severa y devastadora de la condición humana", según el escritor Luis Mateo Díez.
En Retrato de un hombre libre, de 2012, recoge extensamente sus conversaciones con D. Santiago de los Mozos, catedrático de lengua española.

## Obra
- D. Álvaro de Luna, Marcial Pons, 2021
- La tradición hospedera,  Clunia, 1996 (ed. definitiva; originariamente, de 1985), prólogo de Santiago de los Mozos.
- El ocaso del Emperador. Carlos V en Yuste, Nerea, 1995; versión italiana Il tramonto dell'imperatore. Carlo V a Yuste, 2008, Pisa, Edizioni ETS, 2009.
- Castilla y León según la visión de los viajeros extranjeros, Junta de Castilla y León, 1999, selección, prefacio y coordinación.
- Apuntes de La Habana, Ámbito, 2002, notas tras un viaje a Cuba.
- Valcarlos, Tabla rasa, 2004, novela-documento.
- Cuando leas esta carta yo habré muerto, Siruela, 2009, cuentos.
- Retrato de un hombre libre. Conversaciones con D. Santiago de los Mozos, Renacimiento, 2012

- Datos: Q5660666